# Musikjahr 1539
Liste der Musikjahre

◄◄ | ◄ | 1535 | 1536 | 1537 | 1538 | Musikjahr 1539 | 1540 | 1541 | 1542 | 1543 | ► | ►►

Weitere Ereignisse
Dieser Artikel behandelt das Musikjahr 1539.

## Ereignisse
- Martin Agricola, der sich 1519 in Magdeburg als Musiklehrer niedergelassen und der Reformation angeschlossen hat, ist Kantor der zu einer einzigen städtischen Anstalt zusammengefassten Musikschulen. Neben seiner Lehraufgabe bemüht sich Agricola vor allem darum, der neuen protestantischen Bewegung eine eigene Kirchenmusik zu geben.
- Benedictus Appenzeller ist seit 1536 Sänger am habsburgischen Hof der Regentin Maria von Ungarn in Brüssel und seit 1537 Leiter der Chorknaben (maître des enfants).
- Jakob Arcadelt ist Sänger des Petersdoms in Rom. Ab Januar 1539 wird hier in der Capella Giulia ein Jacobus Flandrus geführt (mit sehr großer Wahrscheinlichkeit Arcadelt); weil aber die Sängerlisten dieser Kapelle für 1537 und 1538 verloren gegangen sind, könnte diese Mitgliedschaft schon vor 1539 bestanden haben. Auch sind bei den in der florentinischen Zeit erschienenen Madrigalbüchern seine Werke mit denen von Francesco Corteccia, Francesco de Layolle und Jacquet de Berchem (florentinisches und norditalienisches Repertoire) gemischt, während im dritten und vierten Madrigalbuch ab Herbst 1539 Arcadelts Stücke vor allem zusammen mit Kompositionen von Costanzo Festa (römisches Repertoire) erscheinen. Auch dies ist eine Stütze für die Annahme, dass sich Arcadelt spätestens ab 1539 in Rom aufhält.
- Pietro Aron ist Mönch in einem Kreuzherrenkloster bei Bergamo.
- Pierre Attaingnant, der um 1527/1528 eine Variante des Notendrucks erfunden hat, die das Drucken in einem Arbeitsgang erlaubt, veröffentlicht von 1528 bis 1552 mehr als 50 Chansonsammlungen und einige „Tanzbücher“.
- Antoine Barbé hat – nach den Akten der Kathedrale von Antwerpen – von 1527 bis 1562 die Stelle des Kapellmeisters inne.
- Leonardo Barré, ein Schüler von Adrian Willaert in Venedig, ist seit 1537 Sänger der päpstlichen Kapelle in Rom. Diese Anstellung behält er bis 1555.
- Eustorg de Beaulieu, der 1537 zum Protestantismus konvertiert und von Lyon nach Genf geflohen ist, studiert an der Akademie von Lausanne Theologie.
- Arnold von Bruck ist seit der zweiten Jahreshälfte 1527 in Wien Kapellmeister des österreichischen Regenten Erzherzog Ferdinand (dem späteren König und Kaiser Ferdinand I.) und zwar als Nachfolger von Heinrich Finck. Diese Stellung behält er über 18 Jahre. Die Wiener Hofkapelle gilt als herausgehobene Institution in der österreichisch-habsburgischen Musikwelt, und als Leiter dieser Kapelle genießt Arnold von Bruck ein besonderes Ansehen.
- Joan Brudieu, der 1538 als junger Sänger und Dirigent an die Kathedrale von La Seu d’Urgell gekommen ist, erhält 1539 vom Domkapitel das Angebot, die Kapellmeisterstelle zu übernehmen. Diese Position behält er – mit Unterbrechungen – bis kurz vor seinem Tode 1591.
- Der Reformator Johannes Calvin, der die Gattung des Psalmlieds in Straßburg kennengelernt hat, gibt dort 1539 eine Sammlung mit Psalmliedern von Clément Marot sowie mit eigenen Psalmdichtungen heraus, den Genfer Psalter oder Hugenottenpsalter. Ergänzt wird die Sammlung durch die Zehn Gebote sowie den Lobgesang des Simeon (Nunc dimittis).
- Cornelius Canis ist im Jahr 1539 oder 1540 als einer von 24 Kollegiat-Kanonikern an der Abtei St. Bavo in Gent dokumentiert.
- Pierre Certon wirkt seit dem Jahr 1529 in Paris an Notre-Dame.
- Francesco Corteccia, der ab 1531 Organist an San Lorenzo in Florenz war, tritt im Jahr 1539 in den Dienst der Familie de’ Medici und bekleidet die Stelle des Kapellmeisters am Hofe des Herzogs Cosimo I.
- Ghiselin Danckerts ist von 1538 bis 1565 Sänger der päpstlichen Kapelle in Rom.
- Jehan Daniel ist Organist an der Kathedrale von Angers. Er hat diese Stelle bis 1540 inne.
- Jean De Latre ist in den Jahren 1538 und 1539 Singmeister (maître de chant) des Kollegiatstifts Saint-Jean l’Evangeliste in Lüttich. Dies geht aus den Listen des Kollegiatstifts hervor. Weil die Listen vor und nach diesen Jahren verloren sind, ist es möglich, dass er schon vor 1538 und nach 1539 dort gewirkt hat.
- Benedictus Ducis ist von 1535 bis zu seinem Tod 1544 evangelischer Pfarrer in Schalkstetten.
- Ludovicus Episcopius studiert ab 1538 an der Artes-Fakultät der Universität Löwen und schließt dort 1541 als Theologe sein Studium ab.
- Georg Forster, der in Wittenberg Medizin studiert hat, wirkt nach seinem Studienabschluss 1539 vorübergehend in Würzburg und wird dann in Heidelberg der Leibarzt von Pfalzgraf Wolfgang, Herzog von Zweibrücken.
- Die von Henry Fresneau überlieferten Kompositionen lassen den Schluss zu, dass er von 1538 bis 1554 in Lyon gewirkt hat.
- Antonio Gardano, der seit 1532 in Venedig lebt und hier einen Musikverlag und eine Druckerei gegründet hat, gibt zwischen 1538 und 1569 rund 450 Publikationen, vor allem Madrigale und geistliche Musik heraus. Von den noch 388 erhaltenen Drucken sind nur zwei nicht musikalischen Inhalts.
- Nicolas Gombert, der seit 1526 Mitglied der Hofkapelle von Kaiser Karl V. und seit 1529 maitre des enfants war, erscheint nach 1538 nicht mehr in den Rechnungen des kaiserlichen Hofs. Der italienische Humanist Hieronymus Cardanus (1501–1576) schreibt hierzu in zwei seiner Veröffentlichungen, dass Gombert wegen sexueller Vergehen an einem der Chorknaben zu einer Galeerenstrafe verurteilt worden sei. Durch die Widmung einer Kompositionsreihe hat er später, nach Annahme von Cardanus, bei Karl V. seine Begnadigung erwirkt. Lange Zeit haben Musikhistoriker die acht Magnificat-Zyklen für das Gnadengesuch Gomberts gehalten; inzwischen sprechen ein Brief Gomberts an Ferrante I. Gonzaga von 1547 und andere zeitliche Bezüge mehr dafür, dass das erste Buch der vierstimmigen Motetten, erschienen in Venedig 1539, diese Begnadigung bewirkt hat und Gombert die Strafe vielleicht gar nicht erst antreten musste.
- Matthias Greitter ist seit 1538 Musiklehrer am Collegium Argentinense, dem Vorläufer der Straßburger Universität.
- Lupus Hellinck ist Succentor an der Liebfrauenkirche in Brügge und seit dem 17. Juni 1523 an der Hauptkirche St. Donatian, was mit den Aufgaben der Chorleitung und des Unterrichts der Chorknaben verbunden ist.
- Nikolaus Herman ist Kantor und Lehrer an der Lateinschule in St. Joachimsthal. Hier arbeitet er unter anderem mit Johannes Mathesius zusammen, der dort ab 1532 als Rektor der Schule amtiert.
- Gheerkin de Hondt, der von 1532 bis 1539 an der Kirche St. Jakob in Brügge als Singmeister tätig war, wird im September 1539 von der Marienbruderschaft (Illustre Lieve Vrouwe Broederschap) in ’s-Hertogenbosch als Singmeister angeworben; dort tritt er seinen Dienst am 31. Dezember 1539 an.
- Clément Janequin ist seit 1534 Kapellmeister der Kathedrale von Angers.
- Hans Kotter lehrt seit 1534 als Schulmeister in Bern.
- Hans Kugelmann, der in den Diensten des Hauses Fugger in Augsburg stand, ist seit 1524 Trompeter und Hofkomponist beim Markgrafen Albrecht in Königsberg. Parallel zu seiner Tätigkeit bei Hofe ist er von 1534 bis zu seinem Tode Kapellmeister der Kantorei.
- Erasmus Lapicida, der um das Jahr 1521 vom Habsburger Erzherzog Ferdinand I. (Regierungszeit als Erzherzog 1521–1531) am Schottenkloster in Wien eine Präbende verliehen bekam, lebt dort die 26 restlichen Jahre seines Lebens. Im Jahr 1539 nimmt Lapicida an den Trauerfeierlichkeiten für Isabella von Portugal, verstorbene Ehefrau von Kaiser Karl V., im Wiener Stephansdom teil.
- Jacotin Le Bel ist Mitglied der Hofkapelle des französischen Königs Franz I. Auf einer Liste der Gehaltsempfänger der Kapelle 1532/1533 erscheint er als haulte-contre und als chantre et chanoine ordinaire. Vom König bekommt er ein Kanonikat und eine Pfründe an der Kollegiatkirche Notre Dame in der Provinz Anjou. Jacotin verfasst mehr als 50 mehrstimmige Werke in über 100 Manuskripten und Drucken des 16. Jahrhunderts. 32 dieser Werke werden zwischen 1528 und 1553 von dem königlichen Notendrucker Pierre Attaingnant gedruckt.
- Francesco Londariti wählt, wie sein Vater Nikolaos, die Klerikerlaufbahn und arbeitet an dessen Kirche bereits in jungen Jahren von 1537 bis 1544 als Organist. Die Unterstützung seines Vaters, die guten Beziehungen seiner Familie und sein außerordentliches Talent als Musiker ermöglichen, dass er als unehelicher Sohn eines Priesters nicht mit den derzeit üblichen Hindernissen konfrontiert ist und nicht nur zum Priester ordiniert, sondern auch mit dem Titel eines Apostolischen Protonotars und verschiedenen hohen kirchlichen Ämtern versehen wird, die mit einträglichem Grundbesitz und damit einigem Wohlstand verbunden sind.
- Stephan Mahu, der vielleicht schon ab Anfang der 1520er Jahre als Sänger und Posaunist Mitglied des Hofstaats von Königin Anna von Böhmen und Ungarn (1503–1547), der Ehefrau von Ferdinand I. ist, verpflichtet sich ab dem 14. November 1528 vertraglich zum lebenslangen Dienst bei ihr und Ferdinand. Dafür wird ihm im Gegenzug eine erhebliche Gehaltserhöhung zugesichert, die allerdings erst ab dem Jahr 1539 ausgezahlt wird. Zusätzlich hat er zwischen September 1529 und März 1532 die Stelle eines Vizekapellmeisters der Wiener Hofmusikkapelle von Erzherzog Ferdinand unter Arnold von Bruck übernommen, und zwar bis zum Jahr 1539.
- Pierre de Manchicourt ist 1539 Chorleiter an der Kathedrale von Tours.
- Jachet de Mantua ist spätestens seit 1535 Magister der Kapellknaben und Kapellmeister an der Kathedrale St. Peter und Paul in Mantua.
- Luis Milán verbringt vermutlich sein ganzes Leben in Valencia, wo er bis etwa 1538 am herzoglichen Hof der Germaine de Foix beschäftigt war.
- Francesco Canova da Milano ist seit 1535 in Rom als Lautenist und Violaspieler des Kardinals Ippolito de’ Medici und als Lehrer des Neffen von Papst Paul III., Ottavio Farnese, beschäftigt.
- Cristóbal de Morales ist seit 1535 Sänger in der Sixtinischen Kapelle und lebt und wirkt zur Zeit des Pontifikates von Paul III. zehn Jahre lang in Rom.
- Anton Musa ist seit 1536 Pfarrer in Rochlitz, ein Amt, das er acht Jahre lang ausübt.
- Luis de Narváez steht seit den 1520er Jahren im Dienst von Francisco de los Cobos y Molina (1477–1547), Komtur von León und Sekretär von Kaiser Karl V.; er lebt mit großer Wahrscheinlichkeit in Valladolid mit seinem Dienstherrn bis zu dessen Tod 1547. Mit großer Wahrscheinlichkeit ist Narváez identisch mit Ludovicus Narbays, von dem je eine vier- und eine fünfstimmige Motette in zwei Motettenbüchern enthalten sind, die der französische Drucker Jacques Moderne († 1561 in Lyon) in den Jahren 1539 und 1542 herausgegeben hat.
- Francesco Patavino, der in Gemona die Dommusik leitet, verlässt Gemona 1537 und kehrt nach Treviso zurück, wo er wieder als Kapellmeister tätig wird. In Dokumenten aus Treviso ist er bis 1551 nachweisbar.
- Nicolas Payen, der wahrscheinlich zwischen 1522 und 1529 Chorknabe bei der capilla flamenca von Kaiser Karl V. gewesen ist und danach an einem nicht näher bekannten Ort seine musikalische Ausbildung fortgesetzt hat, wird ab 1534 wieder von der kaiserlichen Hofhaltung in den Gehaltslisten geführt. Nachdem Kaiserin Isabella von Portugal, die Ehefrau von Karl V., am 1. Mai 1539 im Alter von 36 Jahren verstorben ist, verfasst Payen die musikalische Elegie „Carole cur defles“ („Karl, warum weinst du“) auf ihren Tod.
- Matteo Rampollini, der von 1530 bis 1534 das Amt eines Kaplans an der Medici-Kapelle bekleidete, darf offenbar auch Musik für die Hochzeit von Cosimo I. de’ Medici und Eleonora von Toledo im Jahr 1539 komponieren, denn zwei seiner Madrigale (Lieta per honorarte und Ecco la fida) befinden sich in der von Antonio Gardano herausgegebenen Bankettmusik.
- Claudin de Sermisy ist Mitglied der Hofkapelle von König Franz I. von Frankreich. Ab dem Jahr 1533 ist der Komponist als sous-maître über alle Musiker der königlichen Kapelle tätig; die administrative Leitung hat Kardinal François de Tournon, ein enger Vertrauter des Königs. Als sous-maître leitet de Sermisy die Aufführungen der etwa 40 erwachsenen Sänger und sechs Chorknaben, welche die königliche Kapelle während der 1530er und 1540er Jahre besitzt; darüber hinaus ist er für das Wohl der Knaben verantwortlich und hat die Aufsicht über die liturgischen und musikalischen Bücher der Kapelle. Er übt dieses Amt bis etwa 1553 aus.
- Tielman Susato ist seit 1531 Mitglied der Antwerpener Stadtmusikanten; er spielt die Instrumente Flöte, Blockflöte, Krummhorn, Feldtrompete und Posaune und hat vielleicht auch die abendlichen Andachten der Bruderschaft begleitet.
- Thomas Tallis ist in den Jahren 1532 bis 1540 Organist an der Augustiner-Abtei Waltham nördlich von London.
- John Taverner, dessen Tätigkeit für die St. Botolph’s Church in der Stadt Boston in Lincolnshire 1537 endet, bleibt in Boston. Er steht in Kontakt mit Thomas Cromwell, dem protestantischen Minister des englischen Königs Henry VIII. In dessen Auftrag führt er in der Region Boston die 1534 veranlasste Auflösung der Klöster durch.
- Adrian Willaert ist seit dem 12. Dezember 1527 Domkapellmeister zu San Marco in Venedig. Der Komponist behält dieses Amt 35 Jahre lang bis zu seinem Tod; erst durch sein Wirken bekommt diese Stelle ihre in ganz Europa herausragende Bedeutung. Willaert ist der Nachfolger von Petrus de Fossis († vor dem 7. Juli 1526).

## Vokalmusik

### Geistlich
- Benedictus Appenzeller
  - Motette Benedictus dominus deus meus zu vier Stimmen (Lyon)
  - Motette Foelix es regno Francisce zu vier Stimmen (Lyon)
- Jakob Arcadelt
  - Motette Hodie beata virgo Maria: Noten und Audiodateien im International Music Score Library Project
  - Motette O sacrum convivium: Noten und Audiodateien im International Music Score Library Project
- Noel Bauldeweyn – Messe Missa da pacem: Noten und Audiodateien im International Music Score Library Project
- Jacquet de Berchem
  - Motette Ave virgo gloriosa zu fünf Stimmen (Ferrara)
  - Motette Qualis es dilecta mea zu sechs Stimmen (Venedig)

- Johannes Calvin – Genfer Psalter

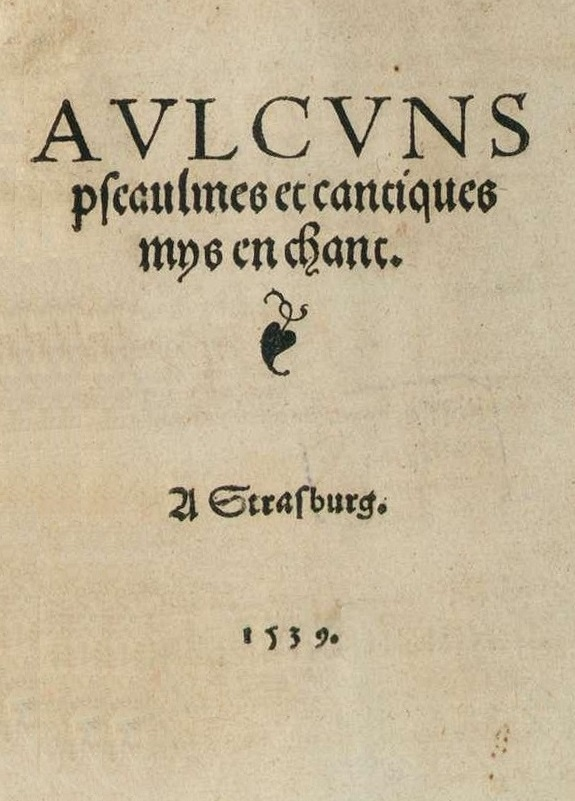
Erste Ausgabe des Genfer Psalter von Johannes Calvin

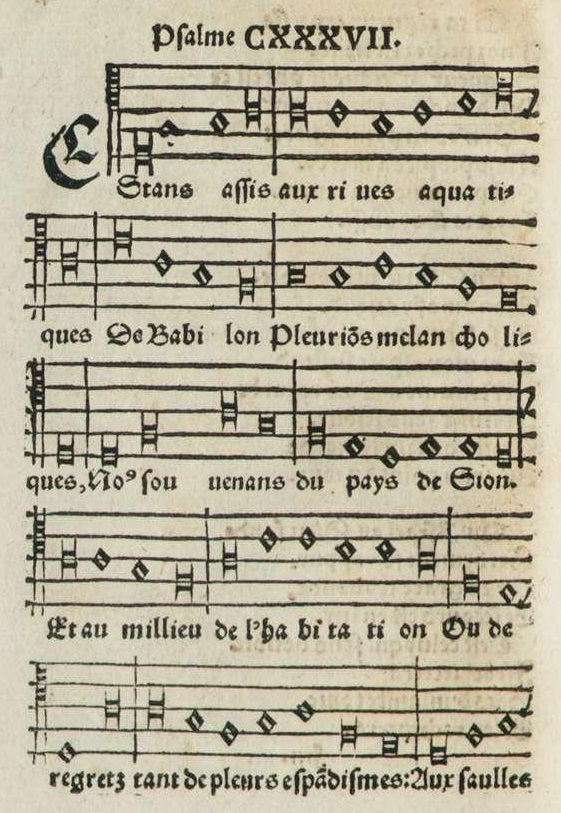
Psalm 137 vom Genfer Psalter

- Josquin Desprez – Psalm Jubilate Deo omnis terra: Noten und Audiodateien im International Music Score Library Project
- Costanzo Festa – Hyntni per totum annum
- Georg Forster – Motette Quid queritis zu vier Stimmen (Wittenberg)
- Johannes Galliculus
  - Messe Christ ist erstanden, Ostermesse zu vier Stimmen (Wittenberg)
  - Messe Aliud officium Paschale, Ostermesse zu vier Stimmen (Wittenberg)
  - Motette Ave vivens hostia zu vier Stimmen (Wittenberg)
  - Motette Christus resurgens zu vier Stimmen (Wittenberg)
- Antonio Gardano – Motetti del frutto. 3 Bände (1538–1539)
- Nicolas Gombert
  - Buch I der vierstimmigen Motetten (Venedig)
    - Motette Aspice Domine quia facta est
    - Motette Ave regina caelorum
    - Motette Ave sanctissima Maria
    - Motette Dicite in magni
    - Motette Dignare me laudare te
    - Motette Domine, pater et Deus vitae meae
    - Motette Domine si tu es jube
    - Motette Duo rogavi te Domine
    - Motette Ecce nunc tempus acceptabile
    - Motette Fidelium Deus omnium conditor
    - Motette Fuit homo missus
    - Motette Inter natos mulierum
    - Motette Levavi oculos meos (auch Jean Richafort zugeschrieben)
    - Motette Miserere pie Jesu
    - Motette O gloriosa Dei genitrix
    - Motette O gloriosa domina Dei genitrix
    - Motette Quae est ista, quae processit
    - Motette Quam pulchra es et quam decora
    - Motette Saluto te sancta virgo Mariae
    - Motette Salvum me fac Domine
    - Motette Super flumina Babylonis
    - Motette Venite filii, audite me

  - Buch I der fünfstimmigen Motetten (Venedig)
    - Motette Adonai Domine Jesu Christe
    - Motette Anima mea liquefacta est
    - Motette Anima nostra sicut passer
    - Motette Audi filia et vide
    - Motette Ave Maria
    - Motette Ave mater matris Dei
    - Motette Ave sanctissima Maria
    - Motette Beati omnes qui timent Dominum
    - Motette Domine Deus omnipotens pater
    - Motette Ego flos campi
    - Motette Emendemus in melius
    - Motette Gaudeamus omnes et laetemur
    - Motette Haec dies quam fecit Dominus
    - Motette Hodie beata virgo Maria
    - Motette Inviolata integra et casta
    - Motette Judica me Deus
    - Motette Laus Deo, pax vivis
    - Motette O beata Maria
    - Motette O flos campi
    - Motette Pater noster
    - Motette Tota pulchra es
    - Motette Tribulatio et angustia (nach Philippe Verdelot)
    - Motette Tu Deus noster
    - Motette Vias tuas Domine

  - Einzelne Motetten in Sammeldrucken
    - Motette Ad te levavi oculos meos zu vier Stimmen (auch Jean Richafort zugeschrieben)
    - Motette Ave salus mundi zu sechs Stimmen
    - Motette Beatus vir qui non abiit zu sechs Stimmen
    - Motette Descendi in hortum meum zu sechs Stimmen
    - Motette Duo rogavi te Domine zu sechs Stimmen
    - Motette Ego sum qui sum zu sechs Stimmen
    - Motette In illo tempore: Loquente Jesu zu sechs Stimmen
    - Motette In te Domine speravi zu sechs Stimmen
    - Motette Media vita in morte sumus zu sechs Stimmen
    - Motette O crux, spendidor zu sechs Stimmen
    - Motette Oculi omnium in te sperantium zu sechs Stimmen
    - Motette O Domine Jesu Christe zu sechs Stimmen
    - Motette O Rex gloriae zu sechs Stimmen
    - Motette Qui seminant in lachrymis zu vier Stimmen
    - Motette Sancta Maria, succurre miseris zu sechs Stimmen (= O Jesu Christe, succurre)
    - Motette Sancta Johannes apostole zu vier Stimmen
    - Motette Si bona suscepimus zu sechs Stimmen
- Johannes Heugel – Consolamini, popule meus zu acht Stimmen
- Pierre de Manchicourt
  - Liber decimus quartus XIX musicas cantiones continet: Noten und Audiodateien im International Music Score Library Project, darin:
    - Motette Regina coeli laetare: Noten und Audiodateien im International Music Score Library Project
    - Motette Usquequo piger dormies: Noten und Audiodateien im International Music Score Library Project
- Jachet de Mantua
  - Motette „Motecta quinque vocum […] liber primus“, Venedig 1539, erweitert 1540 und 1565
  - Motecta quatuor vocum, Liber 1: Noten und Audiodateien im International Music Score Library Project
  - Murus tuus: Noten und Audiodateien im International Music Score Library Project
- Luis de Narváez – Motette De profundis clamavi in Quartus Liber […] Motetti del Fiore, Lyon
- Dominique Phinot – Motette Virga Jesse floruit zu vier Stimmen
- Georg Rhau (Hrsg.) – Messe Officia Paschalia de resurrectione et ascensione Domini: Noten und Audiodateien im International Music Score Library Project
- Peter Schöffer (Hrsg.) – Mutetarum liber primus: Noten und Audiodateien im International Music Score Library Project
- Adrian Willaert
  - Musica quatuor vocum, Liber 1: Noten und Audiodateien im International Music Score Library Project, darin:
    - Motette Ave, Regina Caelorum: Noten und Audiodateien im International Music Score Library Project
    - Motette Veni Sancte Spiritus: Noten und Audiodateien im International Music Score Library Project

  - Musica quinque vocum, Liber 1 (Venedig): Noten und Audiodateien im International Music Score Library Project, darin:
    - Motette Si rore Aonio: Noten und Audiodateien im International Music Score Library Project

### Weltlich
- Jakob Arcadelt
  - Madrigali a 4 voci, Libro 1: Noten und Audiodateien im International Music Score Library Project
    - Il bianco e dolce cigno: Noten und Audiodateien im International Music Score Library Project
    - Jacquet de Berchem: Pungente dardo, che'l mio cor consumi: Noten und Audiodateien im International Music Score Library Project
    - Ingiustissimo amore che val l'unico servir: Noten und Audiodateien im International Music Score Library Project
    - Jacquet de Berchem: Ragione è ben ch'alcuna volta io canti: Noten und Audiodateien im International Music Score Library Project
    - Non ch'io non voglio mai altro pensiero: Noten und Audiodateien im International Music Score Library Project
    - Francesco Corteccia: Io vorrei pur fuggir crudel amore: Noten und Audiodateien im International Music Score Library Project
    - Voi ve n’andat’al cielo: Noten und Audiodateien im International Music Score Library Project
    - Occhi miei lassi, mentre ch’io vigiro: Noten und Audiodateien im International Music Score Library Project
    - Ancidetemi pur grievi martiri
    - Deh come pur alfin
    - Jacquet de Berchem: Sapete amanti
    - Madonna s'io v'offendo: Noten und Audiodateien im International Music Score Library Project
    - Nova dona m’apparue
    - Io ho nel cor un gielo
    - Quando co’l dolce
    - Se vi piace signora
    - Che più foco: Noten und Audiodateien im International Music Score Library Project
    - Non piu chiance
    - Jacquet de Berchem: Perche non date voi
    - Jacquet de Berchem: O s’io potessi donna: Noten und Audiodateien im International Music Score Library Project
    - Jacquet de Berchem: Vostra sui
    - Se la dura durezza in la mia donna dura: Noten und Audiodateien im International Music Score Library Project
    - Voi sapete ch’io v’amo anzi v’adora
    - Francesco de Layolle: Lasciar' il velo: Noten und Audiodateien im International Music Score Library Project
    - Se’l tuo partir mi spiacque
    - Anonymus: Non v’accorgete amanti
    - Benedett’i martiri ch’io sostegna d’amor
    - Qual Clitia sempre al maggior
    - Deh se lo sdegno altiero: Noten und Audiodateien im International Music Score Library Project
    - Quai pomi mai
    - Non vi accorgete
    - Sel tuo partir
    - Se gliocchi non temprate
    - Alma perche si trista
    - Fra piu bei fiori
    - Benedetti i martiri: Noten und Audiodateien im International Music Score Library Project
    - Francesco Corteccia: Fammi pur guerra amor: Noten und Audiodateien im International Music Score Library Project
    - Ahi se la donna mia
    - Unbekannter Komponist: Il vagh’e dolce sguardo qual hor lieto rivolta
    - Ivo Barry: Voi la mia vita siete
    - Quanta beltà, quanta gratia e splendore: Noten und Audiodateien im International Music Score Library Project
    - Possa io morir di mala morte: Noten und Audiodateien im International Music Score Library Project
    - Ahy se la donna mia
    - Deh dimmi, Amor: Noten und Audiodateien im International Music Score Library Project
    - Io dico che fra voi potenti dei: Noten und Audiodateien im International Music Score Library Project
    - Dunque credete
    - Felice me, se de i bei lumi un raggio: Noten und Audiodateien im International Music Score Library Project
    - Giovenetta regal pur' innocente: Noten und Audiodateien im International Music Score Library Project
    - Lodar voi donn'ingrate: Noten und Audiodateien im International Music Score Library Project
    - Chi potrà dir quanta dolcezza provo: Noten und Audiodateien im International Music Score Library Project
    - Quant’e madonna mia
    - Constanzo Festa: Madonna oime
    - Bella fioretta: Noten und Audiodateien im International Music Score Library Project
    - Io mi pensai: Noten und Audiodateien im International Music Score Library Project
    - O felic’occhi miei: Noten und Audiodateien im International Music Score Library Project
    - Madonna mia gentile
    - Il ciel
    - Amor tu sai pur far
    - Quanti travagli e pene: Noten und Audiodateien im International Music Score Library Project
    - Fra piu bei fiori
    - Se per colpa: Noten und Audiodateien im International Music Score Library Project
    - Ahime, dov’è’l bel viso: Noten und Audiodateien im International Music Score Library Project
    - Quand’io pens’al martire: Noten und Audiodateien im International Music Score Library Project
    - Ver inferno e il mio petto: Noten und Audiodateien im International Music Score Library Project

  - Il vero secondo libro de madrigali: Noten und Audiodateien im International Music Score Library Project
    - Piu non sent’ il duol
    - Io mi riovolgo
    - Io non vo gia per voi
    - Deh fuggite
    - Dolci parole
    - Hor che piu far potete donna
    - Si come el sol da luce
    - Se’l superbio splendore
    - Charissima Isabella
    - Del piu Legiadro viso
    - Quando dolce’l conforto
    - Come esser puo
    - Quando tal volta
    - S’io pensasse che morte
    - Lasso dove son i
    - Voi non m’amate
    - Se per amar nostra blota
    - Deh sara mai spiriti miei
    - Viva nel pensier vostro
    - Non so per qual cagion
    - Puro ciel Phyllide
    - Io son de l’aspettar omai
    - Desio perche mi meni
    - Donna, quando pietosa: Noten und Audiodateien im International Music Score Library Project
    - Non prima l’aurora
    - Da si felice sorte: Noten und Audiodateien im International Music Score Library Project
    - Alma mia luce
    - Sel volto donna
    - Amor la tua virtute

  - Madrigali a 4 voci, Libro 3: Noten und Audiodateien im International Music Score Library Project, darin:
    - Donna beat' e bella: Noten und Audiodateien im International Music Score Library Project
    - Sel mio bel sol e spento: Noten und Audiodateien im International Music Score Library Project

  - Madrigali a 4 voci, Libro 4: Noten und Audiodateien im International Music Score Library Project
    - Gli prieghi miei tutti gli port’il vento: Noten und Audiodateien im International Music Score Library Project
    - Si grand’è la pieta che ho di me stesso: Noten und Audiodateien im International Music Score Library Project
    - Apri'l mio dolce carcer: Noten und Audiodateien im International Music Score Library Project
    - Dal bel soave ragio scendeva infra la neve: Noten und Audiodateien im International Music Score Library Project
    - Madonna per oltraggi’o per martire: Noten und Audiodateien im International Music Score Library Project
    - Petrus Organista: Calde lacrime mie sospir cocenti: Noten und Audiodateien im International Music Score Library Project
    - Col pensier mai non maculai le honeste vostre: Noten und Audiodateien im International Music Score Library Project
    - Jacquet de Berchem: Altro non e'l mio amor: Noten und Audiodateien im International Music Score Library Project
    - Cristóbal de Morales: Ditimi o si, o no, senza timore: Noten und Audiodateien im International Music Score Library Project
    - Ardenti mei desiri: Noten und Audiodateien im International Music Score Library Project
    - Qual senza mot' et senza razz' el sole: Noten und Audiodateien im International Music Score Library Project
    - Madonna oime ch'io ardo: Noten und Audiodateien im International Music Score Library Project
    - Tengan dunque ver me l’usato stile: Noten und Audiodateien im International Music Score Library Project
    - Amor quanto più lieto mi stavo: Noten und Audiodateien im International Music Score Library Project
    - Giurando’l dissi amore: Noten und Audiodateien im International Music Score Library Project
    - Viddi fra l'herbe verde: Noten und Audiodateien im International Music Score Library Project
    - S’io non lodo madonna’l vostro volto
    - Donna i vostri belli occhi: Noten und Audiodateien im International Music Score Library Project
    - Quando i vostri belli occhi un chiaro velo: Noten und Audiodateien im International Music Score Library Project
    - Francesco Corteccia: Donna quel fidel servo: Noten und Audiodateien im International Music Score Library Project
    - Io nol dissi giamai: Noten und Audiodateien im International Music Score Library Project
    - Dolce nimica mia: Noten und Audiodateien im International Music Score Library Project
    - Philippe Verdelot: Io son tal volta: Noten und Audiodateien im International Music Score Library Project
    - Dolcemente s'adira la donna mia: Noten und Audiodateien im International Music Score Library Project
    - Donna fra piu bei volti honesti: Noten und Audiodateien im International Music Score Library Project
    - Quest' e la fede amanti: Noten und Audiodateien im International Music Score Library Project
    - Donna grav' e la doglia ch'io sento: Noten und Audiodateien im International Music Score Library Project
    - Lasso che giova poi quando il pentir non vale: Noten und Audiodateien im International Music Score Library Project
    - Hor ved’amor che giovenetta donna: Noten und Audiodateien im International Music Score Library Project
    - Come potro fidarmi di te giamai: Noten und Audiodateien im International Music Score Library Project
    - Deh fuss' il ver che quei bei santi rai: Noten und Audiodateien im International Music Score Library Project
    - Quanto piu di lasciar donna: Noten und Audiodateien im International Music Score Library Project
    - Tronchi la parcha ogn' hora ch'io non amo: Noten und Audiodateien im International Music Score Library Project
    - Donna s'ogni beltade il ciel benigno: Noten und Audiodateien im International Music Score Library Project
    - Se contra vostra voglia di me: Noten und Audiodateien im International Music Score Library Project
    - Sel foco in cui sempr' ardo: Noten und Audiodateien im International Music Score Library Project
    - Sera forsi ripreso il pensier mio: Noten und Audiodateien im International Music Score Library Project
    - Costanzo Festa: Così suav’ è’l foco: Noten und Audiodateien im International Music Score Library Project
    - Ivo Barry: Pace non trovo et non ho far guerra: Noten und Audiodateien im International Music Score Library Project
- Pierre Certon – Chanson On le m'a dict: Noten und Audiodateien im International Music Score Library Project
- Jacobus Clemens non Papa – Chanson Je prens en gre: Noten und Audiodateien im International Music Score Library Project
- Francesco Corteccia – Madrigal Musiche fatte nella nozze: Noten und Audiodateien im International Music Score Library Project
- Alfonso Dalla Viola – Primo Libro di Madrigali, Ferrara
- Georg Forster
  - Frische teutsche Liedlein: Noten und Audiodateien im International Music Score Library Project, darin:
    - Dieweil umbsunst jetz alle Kunst zu vier Stimmen (Nürnberg)
    - Ein A. freundlich, schön und lieblich zu vier Stimmen (Nürnberg)
    - Erweckt hat mir das herz zu dir zu vier Stimmen (Nürnberg)
    - Glück wiederstel, was Ungefäll zu vier Stimmen (Nürnberg)
    - Ich hab’s gewagt, herzliebste Maid zu vier Stimmen
    - Kein Freud auf Erd zu vier Stimmen
    - Ohn Ehr und Gunst lebt itz der Glehrt zu vier Stimmen
    - Vergangen ist mit Gluck und Heil zu vier Stimmen
    - Willig und treu ohn alle Reu zu vier Stimmen
    - Erasmus Lapica – Die mich erfrewt ist lobens werd: Noten und Audiodateien im International Music Score Library Project
    - Ludwig Senfl
      - So ich Herzlieb nun von dir scheid: Noten und Audiodateien im International Music Score Library Project
      - Was wird es doch des Wunders noch: Noten und Audiodateien im International Music Score Library Project

    - Unbekannter Komponist – Dich als mich selbst: Noten und Audiodateien im International Music Score Library Project

  - Teutsche Liedlein, Buch 1: Noten und Audiodateien im International Music Score Library Project, darin:
    - Paul Hofhaimer – Zucht eer und lob: Noten und Audiodateien im International Music Score Library Project
    - Unbekannter Komponist – Wann ich betracht die hinefart: Noten und Audiodateien im International Music Score Library Project
- Antonio Gardano
  - Canzoni francese a due voci, Libro 1: Noten und Audiodateien im International Music Score Library Project
    - Guillaume Le Heurteur: Amour partes je vous donne la chasse
    - Claudin de Sermisy: Damour je suis desheritée
    - Antonio Gardano: Ces facheux sotz qui mesdisent
    - Antonio Gardano: De mon amy je suis absente
    - Antonio Gardano: Content desir qui cause ma douleur: Noten und Audiodateien im International Music Score Library Project
    - Antonio Gardano: Vivre ne puis content sans ta presence
    - Antonio Gardano: Disant hellas fortune hellas
    - Claudin de Sermisy: Ayez pitié du grand mal que je endure
    - Antonio Gardano: Le cueur de vous ma presence desire
    - Antonio Gardano: A moy tout seul de mon mal me fault plaindre
    - Antonio Gardano: Si j ay eu du mal ou du bien
    - Antonio Gardano: Las fortune de toy je fais mes plaintz
    - Antonio Gardano: Une sans plus je veulx aymer
    - Antonio Gardano: Ta bonne grace & mantien gracieux
    - Antonio Gardano: Il me convient en tout temps et saysons
    - Guillaume Le Heurteur: Mon petit cueur n est point a moy
    - Antonio Gardano: Las voulles vous que une persone chante
    - Antonio Gardano: Robin Robin viendras tu a la veille
    - Antonio Gardano: Nauray je jamais reconfort
    - Antonio Gardano: Entre vous gentilz galans
    - Antonio Gardano: De jour en jour tu me fais consumer
    - Antonio Gardano: O vray dieu qu il est ennuyeux
    - Antonio Gardano: Jouyssance vous donneray mon amy
    - Antonio Gardano: Qui la vouldra souhaicte que je meure
    - Antonio Gardano: Grace vertu beaulté bonté noblesse
    - Antonio Gardano: Auprès de vous: Noten und Audiodateien im International Music Score Library Project
    - Le Peletier: Si mon malheur me continue
    - Le Peletier: Souvent amour me livre grand torment

  - Motetti del frutto. 3 Bände (1538–1539)
- Paul Hofhaimer – Harmoniae poeticae: Noten und Audiodateien im International Music Score Library Project, darin:
  - Mein einigs A: Noten und Audiodateien im International Music Score Library Project
- Erasmus Lapicida
  - Ach edles N. zu vier Stimmen
  - Die mich erfrewt zu vier Stimmen
  - Es lebt mich hertz zu vier Stimmen (1519/1539)
  - Gut ding muss haben weil zu vier Stimmen
  - Ich hoff es sey vast wol müglich zu vier Stimmen
  - Nie grösser lieb zu vier Stimmen
  - O herzigs S. zu vier Stimmen
- Francesco de Layolle – Doulce Memoire à 2: Noten und Audiodateien im International Music Score Library Project
- Mittantier – Laissons amour: Noten und Audiodateien im International Music Score Library Project
- Cristóbal de Morales
  - Gaude et laetare Ferrariensis civitas: Noten und Audiodateien im International Music Score Library Project
  - Sub tuum præsidium: Noten und Audiodateien im International Music Score Library Project
- Gregor Peschin
  - Mag ich Zuflucht in eer und zucht: Noten und Audiodateien im International Music Score Library Project
  - Oft wünsch ich jr: Noten und Audiodateien im International Music Score Library Project
- Pierre de Villiers
  - Tristesse ennuy, douleur, melencolye: Noten und Audiodateien im International Music Score Library Project
  - Trop plus que mort est aspre et dangereux: Noten und Audiodateien im International Music Score Library Project

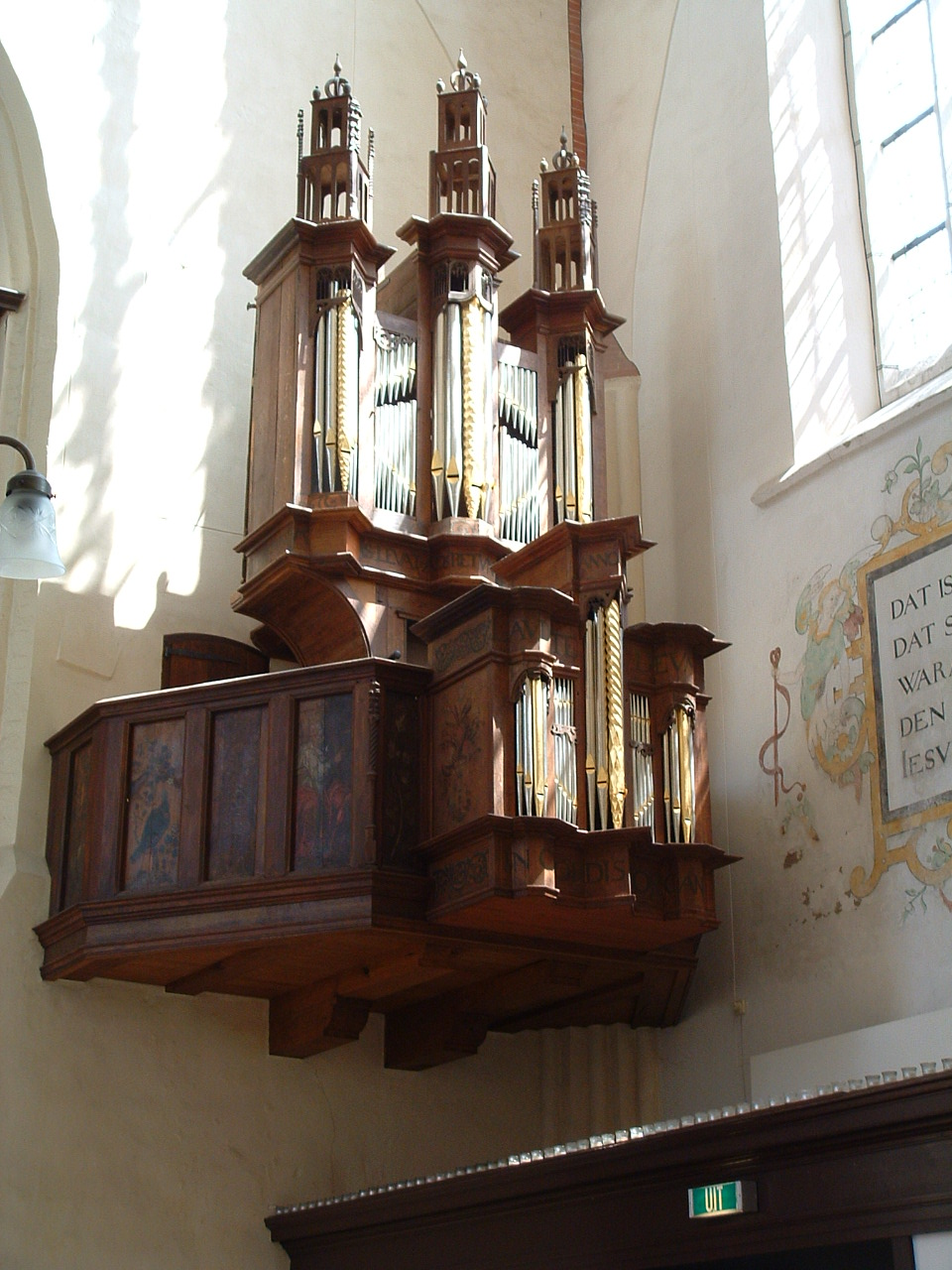
Bolswardorgel in Groningen

## Musiktheoretische Schriften
- Georg Liban – De accentuum ecclesiasticorum exquisita ratione

## Instrumentenbau
- Hermann Raphael Rodensteen vollendet in der Aa-kerk in Groningen die Arbeiten an der Bolswardorgel.

## Geboren

### Geburtsdatum gesichert
- 20. Dezember: Paul Melissus, deutscher neulateinischer Dichter, Übersetzer und Komponist († 1602)

### Genaues Geburtsdatum unbekannt
- Paschal de L'Estocart, reformierter Kirchenkomponist († nach 1584)

### Geboren um 1539
- Francesco Adriani, italienischer Sänger, Kapellmeister und Komponist († 1575)
- John Case, britischer Philosoph und Musikexperte († 1600)

## Gestorben

### Todesdatum gesichert
- 13. Februar: Isabella d’Este, Herzogin von Mantua und eine der wichtigsten Personen in der Kultur und Politik der italienischen Renaissance (* 1474)
- 07. Mai: Ottaviano dei Petrucci, italienischer Buchdrucker und der erste bedeutende Musikverleger (* 1466)
- 20. Dezember: Johannes Lupi, franko-flämischer Komponist (* um 1506)